# Dorfkirche Userin

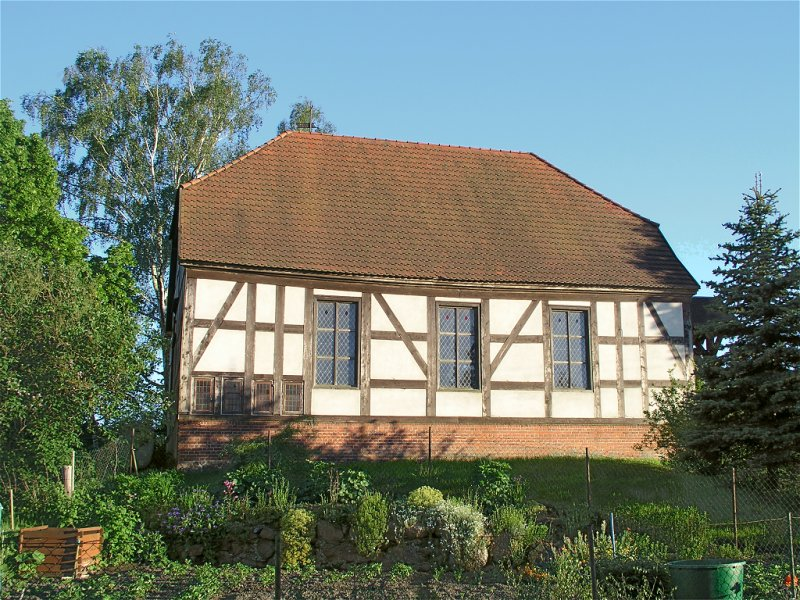
Die Useriner Kirche von Norden aus gesehen

Die Dorfkirche Userin ist ein 1778 geweihtes Kirchengebäude in Userin im Landkreis Mecklenburgische Seenplatte. Es ist ein schlichter, turmloser Fachwerkbau mit Krüppelwalmdach. Auf dem Dachfirst ist ein Kreuz mit einer Wetterfahne angebracht.
Der westlich der Kirche stehende, hölzerne Glockenstuhl wurde 1987 neu errichtet und 1997 repariert. Die Bronzeglocke trägt die Inschrift „Soli Deo gloria, anno 1774“ („Gott allein die Ehre, im Jahr 1774“) und zeigt ferner das mecklenburgische Wappen.
Im Innern befindet sich eine Orgel, die aus einer westpreußischen Kirche stammt. Das Instrument kam 1901 nach Userin.
Von 1991 bis 1997 fanden umfangreiche Rekonstruktionsarbeiten statt. Unter anderem wurde das Dach mit Biberschwänzen gedeckt, und die Kirche erhielt wieder bleiverglaste Fenster.
Die Useriner Kirche hat zwei Vorgängerbauten: Die erste Kirche des Ortes aus dem Jahr 1637 wurde im Dreißigjährigen Krieg zerstört, die zweite stand von 1703 bis 1774.
Sie gehört zur Kirchengemeinde Strelitzer Land in der Propstei Neustrelitz, Kirchenkreis Mecklenburg der Evangelisch-Lutherischen Kirche in Norddeutschland.